# 羽田節子
羽田 節子（はねだ せつこ、1940年3月9日 - ）は、日本の翻訳家、動物学者。
昆虫生理学専攻。

## 略歴
東京生まれ。1963年東京農工大学農学部卒業。生物学関係の翻訳執筆にたずさわる。
日高敏隆に師事し、共訳が多い。
1995年『キャプテン・クックの動物たち』で吉村証子記念日本科学読物賞受賞。

## 著書
- 『キャプテン・クックの動物たち すばらしいオセアニアの生きもの』（大日本図書） 1994
- 『恐竜たちの大脱出 進化恐竜トロオのものがたり』（福音館、福音館のかがくのほん） 1999

### 共著
- 『森のほ乳類』（日高敏隆、学習研究社、自然と友だちになる法） 1986

## 翻訳

### 日高敏隆 共訳
- 『伝説のなぞを解く 歴史への科学的探検』（イゴーリ・アキムシキン、理論社、少年科学文庫） 1968
- 『破壊の伝統 人間至上文化の組みかえのために』（ジョン・A・リヴィングストン、文化放送開発センター出版部） 1974、のち講談社学術文庫
- 『行動は進化するか』（コンラート・ローレンツ、講談社現代新書） 1976
- 『ティンバーゲン動物行動学』（ニコ・ティンバーゲン、平凡社） 1982
- 『鼻行類 新しく発見された哺乳類の構造と生活』（ハラルト・シュテュンプケ, ゲロルフ・シュタイナー、思索社） 1987、のち平凡社ライブラリー
- 『利己的な遺伝子』（リチャード・ドーキンス、岸由二, 垂水雄二共訳、紀伊国屋書店） 1992
- 『生物から見た世界』（ユクスキュル, クリサート、岩波文庫） 2005

### その他
- 『擬態 自然も嘘をつく』（W・ヴィックラー、平凡社） 1970
- 『動くしくみ 無脊椎動物からの歩み』（M・ウェルズ、平凡社） 1972
- 『物語世界動物史』（ヘルベルト・ヴェント、小原秀雄, 大羽更明共訳、平凡社） 1974
- 『ロンドン動物園150年』（G・ヴェヴァーズ、築地書館） 1979
- 『人間行動の生物学』（ダニエル・コーエン、筑摩書房、ちくまぶっくす） 1979
- 『生きものの世界 生物とその環境』（マイケル・チナリー、加藤義臣共訳、文理） 1980
- 『ダーウィンに消された男』（アーノルド・C・ブラックマン、新妻昭夫共訳、朝日新聞社） 1984、のち選書
- 『ローレンツの世界 ハイイロガンの四季』（コンラート・ローレンツ、日経サイエンス） 1984
- 『社会生物学』第4巻（エドワード・O・ウィルソン、坂上昭一共訳、思索社） 1984
- 『霧のなかのゴリラ マウンテンゴリラとの13年』（ダイアン・フォッシー、山下恵子共訳、早川書房） 1986、のち平凡社ライブラリー
- 『キャット・ウォッチング ネコ好きのための動物行動学』1 - 2（デズモンド・モリス、平凡社） 1987 - 1988
- 『海 Light in the sea』（デヴィッド・デュビレ、朝日新聞社） 1990
- 『昆虫学の楽しみ』（ハワード・E・エヴァンズ、山下恵子共訳、思索社） 1990
- 『滅びゆく楽園』（アンドリュー・ミッチェル、小学館） 1991
- 『野生を生きる 秘められた生命の世界』（ナショナル・ジオグラフィック協会編、岩波書店） 1992
- 『彼女たちの類人猿』（グドール, フォッシー, ガルディカス, サイ・モンゴメリー、平凡社） 1993
- 『ハイイロガン』（シュビレ・カラス、くもん出版、大自然の動物ファミリー） 1994
- 『中国のセミ考』（ゲインズ・カンチー・リュウ、博品社） 1996
- 『ダーウィンの花園 植物研究と自然淘汰説』（ミア・アレン、鵜浦裕共訳、工作舎） 1997
- 『セックスウォッチング 男と女の自然史』（デズモンド・モリス、小学館） 1998
- 『顔を読む 顔学への招待』（レズリー・A・ゼブロウィッツ、中尾ゆかり共訳、大修館書店） 1999
- 『動物たちの不思議な事件簿』（ユージン・リンデン、紀伊國屋書店） 2001
- 『ピパルクとイルカたち』（ジョン・ヒンメルマン、岩崎書店、海外秀作絵本） 2003
- 『動物たちの自然健康法 野生の知恵に学ぶ』（シンディ・エンジェル、紀伊國屋書店） 2003
- 『積みすぎた箱舟』（ジェラルド・ダレル、福音館文庫） 2006

## 論文
- 国立情報学研究所収録論文 国立情報学研究所